# Dayus elongatus
Dayus elongatus är en insektsart som beskrevs av Mahmood 1967. Dayus elongatus ingår i släktet Dayus och familjen dvärgstritar.
Artens utbredningsområde är Singapore. Inga underarter finns listade i Catalogue of Life.